# Biscutella frutescens
Biscutella frutescens es una especie de planta herbácea perteneciente a la familia de las brasicáceas.

## Descripción
Es una planta perenne, leñosa en la base. Tiene tallos erectos, algo ramificados superiormente, nacidos de la roseta inferior de las hojas. Las hojas pecioladas casi todas basales, de 6-20 cm, ovado-oblongas, de irregularmente dentadas a lobuladas; las caulinares sentadas y semiamplexicaules, de lanceoladas a lineares. La inflorescencia en un panícula terminal formada por racimos en forma de corimbos. Pedicelos erectos o arqueados  en la fructificación. Sépalos  glabros, amarillo-verdosos. Los frutos en silicuas con valvas suborbiculares, con margen engrosado, glabras. Semillas  sub-orbiculares, pardo-rojizas. Florecede de abril a junio.

## Distribución y hábitat
Se encuentra en paredes y grietas de rocas calizas; a una altitud de 400-1400 metros en el S de España y Norte de África (Marruecos y Argelia). En Andalucía en la Subbética cordobesa, Grazalema.

## Taxonomía
Biscutella frutescens fue descrita por Ernest Saint-Charles Cosson y publicado en Not. Pl. Crit. 27 (1849)
Etimología
Biscutella: nombre genérico que deriva del latín bi ‘doble’ y scutella ‘pequeña copa’.
frutescens: epíteto latino que significa ‘que llega a ser arbustiva’.
Sinonimia
- Biscutella frutescens var. lucida Maire
- Biscutella frutescens var. papillosa Maire
- Biscutella suffrutescens Coss. ex Willk.[4]